# Ішли
Ішли́ (рос. Ишлы, башк. Ишле) — село у складі Аургазинського району Башкортостану, Росія. Адміністративний центр Ішлинської сільської ради.
Населення — 884 особи (2010; 1108 в 2002).
Національний склад:
- татари — 89%